# 457
457（四百五十七、よんひゃくごじゅうなな）は自然数、また整数において、456の次で458の前の数である。

## 性質
- 457は88番目の素数である。1つ前は449、次は461。
  - 約数の和は458。
- 27番目の陳素数でない素数である。1つ前は439、次は463。
- 45…57 の形の最小の素数である。次は45557。ただし挟まれた数は無くてもいいとすると最小は47。(オンライン整数列大辞典の数列 A101727)
- 末尾の2桁が57の3番目の素数である。1つ前は257、次は557。(オンライン整数列大辞典の数列 A275317)
- 3つの連続する素数の和で表せる35番目の数である。1つ前は439、次は471。
457 = 149 + 151 + 157
  - 3つの連続する素数の和が素数になる19番目の素数である。1つ前は439、次は487。
- 各位の和が16になる21番目の数である。1つ前は448、次は466。
- 各位の立方和が532になる最小の数である。次は475。(オンライン整数列大辞典の数列 A055012)
  - 各位の立方和が n になる最小の数である。1つ前の531は14556、次の533は1457。(オンライン整数列大辞典の数列 A165370)
- 457 = 42 + 212
  - 異なる2つの平方数の和で表せる137番目の数である。1つ前は452、次は458。(オンライン整数列大辞典の数列 A004431)
- 457 = 62 + 142 + 152 = 122 + 122 + 132
  - 3つの平方数の和2通りで表せる106番目の数である。1つ前は452、次は462。(オンライン整数列大辞典の数列 A025322)
  - 457 = 62 + 142 + 152
    - 異なる3つの平方数の和1通りで表せる116番目の数である。1つ前は456、次は460。(オンライン整数列大辞典の数列 A025339)
- 457 = 83 − 82 + 8 + 1
  - n = 8 のときの n3 − n2 + n + 1 の値とみたとき1つ前は302、次は658。(オンライン整数列大辞典の数列 A188377)

## その他 457 に関連すること
- 国鉄457系電車
- ピヨ卵ワイド457
- NGC 457
- PC-457 (USS PC-457) は、アメリカ海軍の駆潜艇。